# William H. Chapman Nyaho
William H. Chapman Nyaho (* 28. Dezember 1958 in Washington, D.C.) ist ein US-amerikanischer Pianist ghanaischer Herkunft.

## Leben
Chapman Nyaho kam im Alter von wenigen Monaten mit seinen aus Ghana stammenden Eltern in deren Heimatland. Er hatte dort Klavierunterricht bei John Barham und studierte an der Achimota-Schule. Er setzte seine Ausbildung an der Oxford University und am Konservatorium in Genf fort und nahm Unterricht bei Henri Gautier. In der Eastman School of Music in New York erlangte er den Mastergrad. Danach studierte er bei David Renner an der University of Texas und erhielt den Doktorgrad. Nach vier Jahren als Visiting Artist in North Carolina unterrichtete er von 1991 bis 2002 an der University of Louisiana at Lafayette. Er ist Gastprofessor am Colby College in Maine und an der Willamette University in Oregon und gibt Sommerkurse beim Interlochen Summer Arts Camp und der Adamant Music School.
Als Pianist trat Chapman Nyaho in den Vereinigten Staaten, der Karibik, Südamerika, Europa, Asien und Afrika auf. Er spielte zwei CDs mit Werken von Komponisten afrikanischer Herkunft ein: Senku  und Asa. Im Duo mit der Pianistin Susanna Garcia nahm er 1998 ein Album mit Transkriptionen für zwei Klaviere von Aaron Copland auf, 2001 die CD Variations on a Shaker Melody. Weiterhin veröffentlichte Chapman Nyaho die fünfbändige Anthologie Piano music of Africa and the African Diaspora.

## Veröffentlichungen
- Piano Music of Africa and the African Diaspora Volume 1: Early Intermediate. Oxford University Press, 2007
- Piano Music of Africa and the African Diaspora Volume 2: Intermediate. Oxford University Press, 2007
- Piano Music of Africa and the African Diaspora Volume 3: Early Advanced. Oxford University Press, 2008
- Piano Music of Africa and the African Diaspora: Volume 4:Advanced. Oxford University Press, 2008
- Piano Music of Africa and the African Diaspora Volume 5: Advanced. Oxford University Press, 2008

## Diskographie
- Aaron Copland: Werke für 2 Klaviere, Centaur, 1997
- Senku: Piano Music by Composers of African Descent, Albany Music, 2007
- Asa: Piano Music By Composers of African Descent, Msr (Guild), 2008